# Knockadoon Head
Knockadoon Head är en udde i republiken Irland.   Den ligger i grevskapet County Cork och provinsen Munster, i den södra delen av landet, 200 km sydväst om huvudstaden Dublin.
Terrängen inåt land är platt. Havet är nära Knockadoon Head åt sydost.  Närmaste större samhälle är Youghal, 7,9 km norr om Knockadoon Head. 
Klimatet i trakten är tempererat. 